# Coccodinium
Coccodinium — рід грибів родини Coccodiniaceae. Назва вперше опублікована 1860 року.

## Класифікація
До роду Coccodinium відносять 5 видів:
- Coccodinium bartschii
- Coccodinium citricola
- Coccodinium corticola
- Coccodinium laricis
- Coccodinium magnoliae